# 阿迪·内斯
阿迪·内斯（希伯來語：‎，羅馬化：Adi Nes，1966年—）是一位以色列摄影师、艺术家。

## 生平
阿迪·内斯生于以色列凱爾耶特，是一位攝影師。他最著名的作品系列名为“士兵”。有人批評其作带有同性戀成份及采用皮肤黝黑的以色列模特儿,因为他们看起来跟阿拉伯人很相似而经常受到歧视。
在2003年，他跟Vogue奥梅斯合作。他曾于特拉维夫艺术博物馆，圣地亚哥当代艺术博物馆，阿姆斯特丹的Melkweg画廊，旧金山的卫克斯那艺术中心及荣勋宫博物馆等举办个人画展。他的作品曾在巴黎苏利酒店和纽约的犹太人博物馆等联展出现。“纽约时报”，“金融时报”和其他报章杂志亦曾对他作出评论。在2005年，以色列文化卓越基金会评内斯为杰出艺术家。
他另一个著名的系列是对列奥纳多·达·芬奇的“最后的晚餐”的回顾。此作在2005年苏富比拍卖会上售出102000美元，另一件则在2007年售出264000美元。此作出现在2008年5月纽约时报的头版上。
阿迪·内斯现居于特拉维夫。他的作品经由纽约杰克Shainman画廊出售。在2007年1月，他首次以圣经故事为题，创作了一个新的系列。

## 畫廊

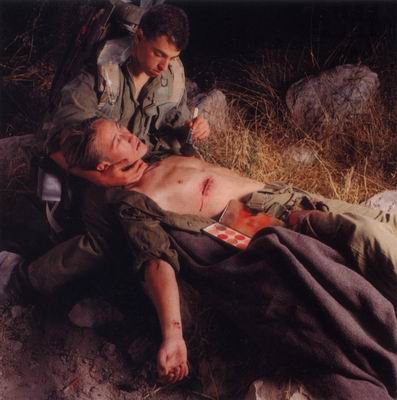
无标题, 1995
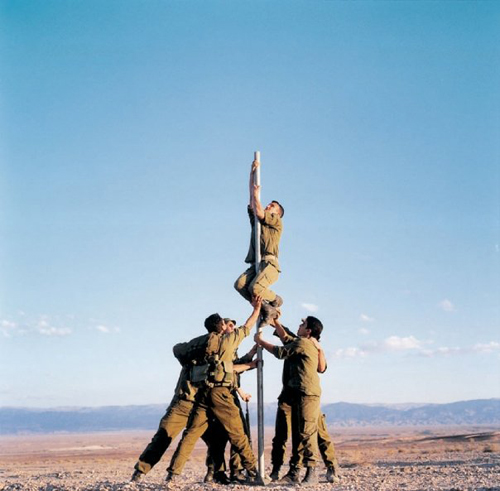
无标题, 1998
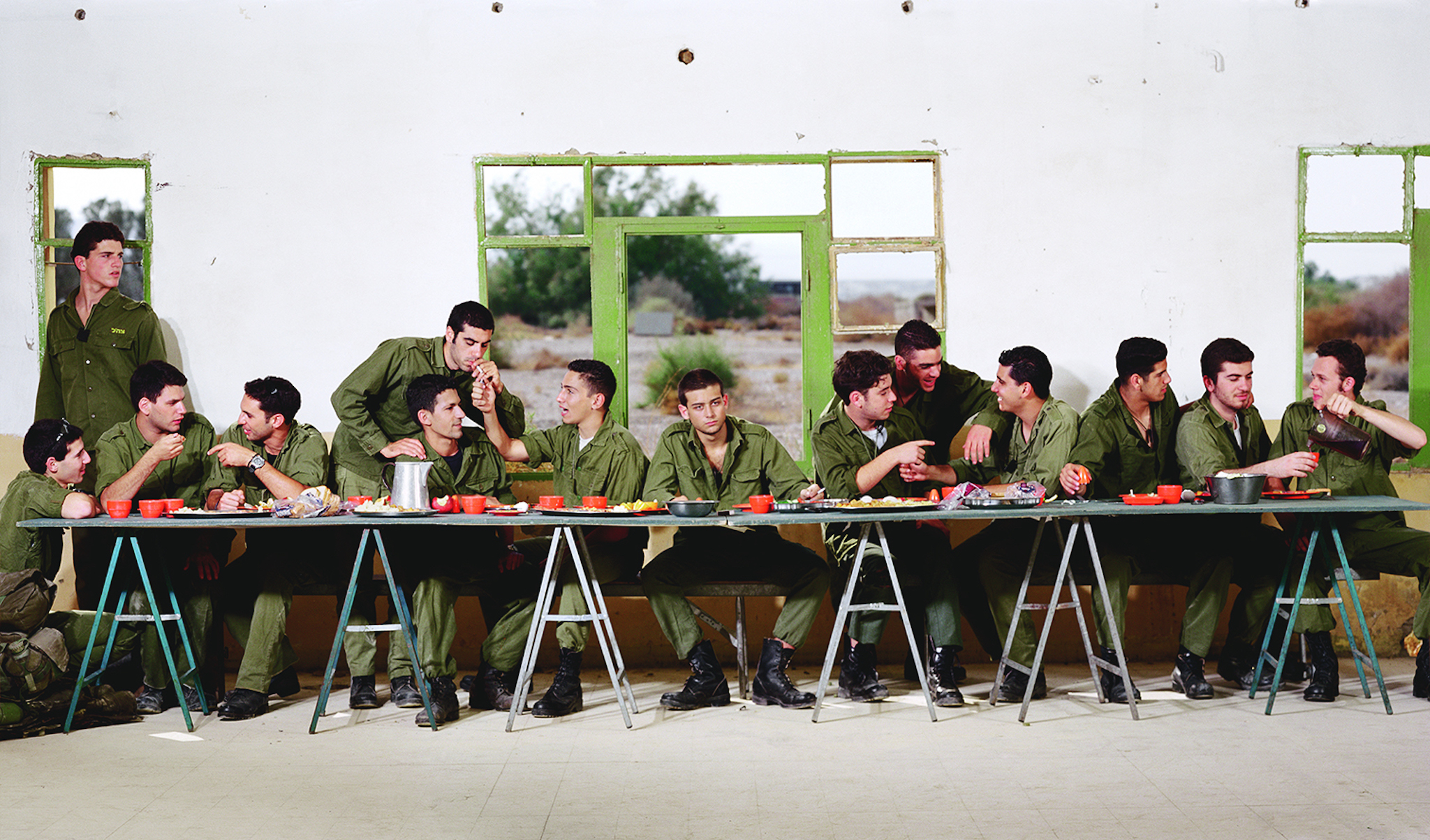
最后的晚餐, 1999
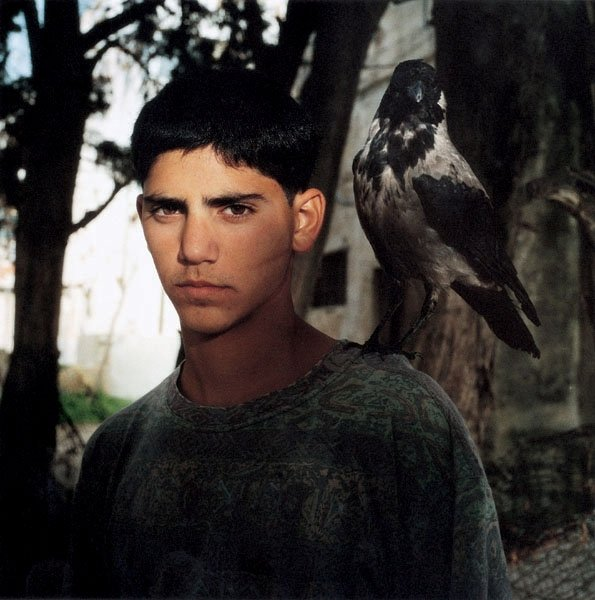
无标题, 2000
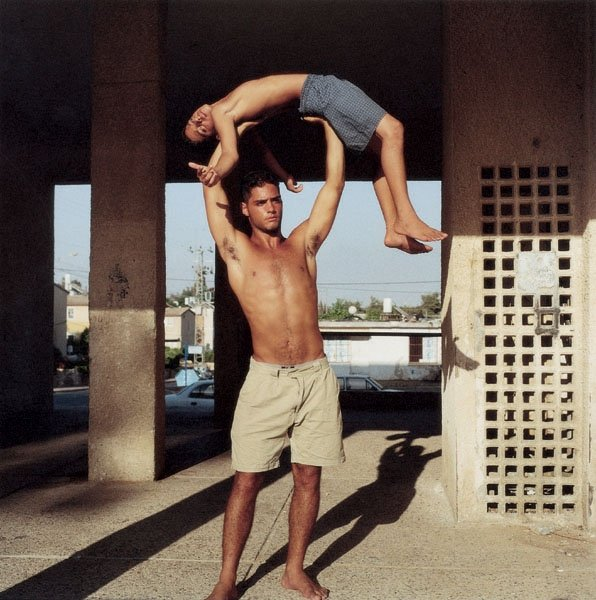
无标题, 2000
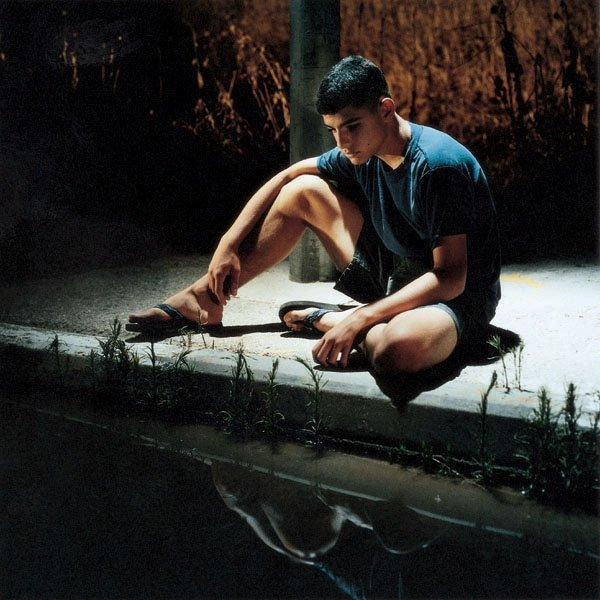
无标题, 2000
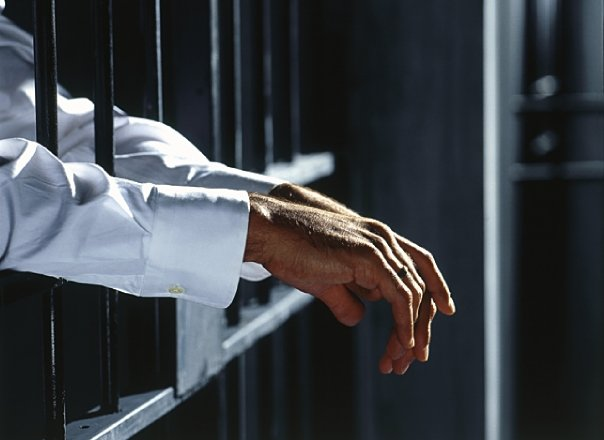
无标题, 2003
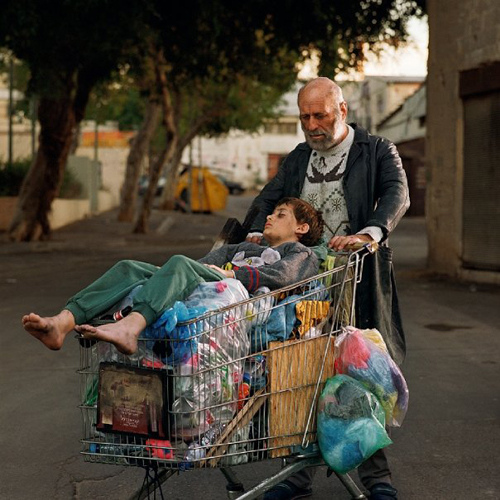
亚伯拉罕和以撒, 2006
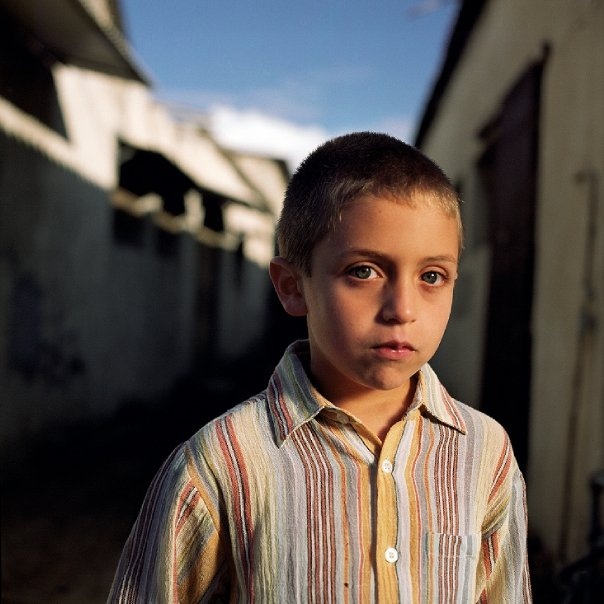
约瑟夫, 2006

## 教育
- 1989-1992      以色列貝扎雷藝術與設計學院,学习摄影

## 獎項
- 1993 文化及教育部颁发完成工作奖
- 1993 桑德拉·雅各布斯奖学金
- 1999 教育，文化及體育部獎
- 2000 弥敦·郭基金会, 以色列艺术奖, 特拉维夫艺术博物馆
- 2003 康圖羅摄影师奖, 特拉维夫艺术博物馆
- 2005 艺术卓越基金

## 外部連結
- 阿迪·内斯在以色列國家博物館上的相關頁面 （页面存档备份，存于）
- 阿迪·内斯在以色列博物館的資料庫上的個人信息